# Иван Фапчић Ђура
Иван Фапчић Ђура (1912, Пакрац – 1942, Ргајски Вис) био је југословенски комуниста, учесник Народноослободилачке борбе и политички комесар Топличког НОП одреда.

## Биографија
Иван Фапчић Ђура је по струци био металски радник. Био је предратни члан КПЈ, учесник многих акција за радничка права. Више пута је хапшен. Крајем 1941. из Београда је дошао у Топлицу. До доласка за политичког комесара одреда учествовао је у организовању органа НОП на терену Топлице. После рањавања у Горњој Сварчи, 28. фебруара, пребацио се на Пасјачу. Погинуо је априла 1942. године у борби на Ргајском Вису, као политички комесар Топличког НОП одреда.